# Aleksandar Ljaftov
Aleksandar Ljaftov (in macedone Александар Љафтов?; 15 agosto 1990) è un pallavolista macedone, schiacciatore della Porto Robur Costa.

## Carriera

### Club
La carriera da professionista di Aleksandar Ljaftov inizia nella stagione 2009-10, quando fa il suo esordio nella Prva liga macedone col Rabotnički, aggiudicandosi lo scudetto. Nella stagione seguente si trasferisce all'estero, approdando nella Voleybol 1. Ligi turca col Galatasaray. Per il campionato 2011-12 si accasa nella Superliga serba, dove difende i colori del Ribnica, mentre nel campionato successivo gioca a Cipro, dove partecipa alla A' katīgoria con l'Anagennīsī Deryneia.
Dopo un'annata in Egitto col South Gas Sporting, resta inattivo fino a gennaio 2015, quando disputa la seconda parte della Divizia A1 con la Steaua Bucarest, mentre nella stagione 2015-16 torna in Turchia col PTT, giocando questa volta in divisione cadetta. Nella stagione seguente veste la maglia del Mladost Kaštela, conquistando lo scudetto nella Superliga croata prima di approdare all'Hebăr: con la formazione di Pazardžik partecipa alla Superliga bulgara dal 2017-18 al 2020-21, aggiudicandosi uno scudetto, due edizioni della Coppa di Bulgaria e una Supercoppa bulgara.
Nella stagione 2021-22 viene ingaggiato dalla Porto Robur Costa di Ravenna, impegnata nella Superlega italiana.

### Nazionale
Fa il suo esordio nella nazionale macedone nel 2011, in occasione delle qualificazione europee ai Giochi della XXX Olimpiade. In seguito si aggiudica tre argenti consecutivi alla European League 2015, 2016 e 2017, seguiti da un altro argento alla European Silver League 2021.

## Palmarès

### Club
- Campionato macedone: 1

2009-10
- Campionato croato: 1

2016-17
- Campionato bulgaro: 1

2020-21
- Coppa di Bulgaria: 2

2018-19, 2019-20
- Supercoppa bulgara: 1

2019

### Nazionale (competizioni minori)
- European League 2015
- European League 2016
- European League 2017
- European Silver League 2021